# Stara Gora, Nova Gorica
Stara Gora este o localitate din comuna Nova Gorica, Slovenia, cu o populație de 142 de locuitori.